# Arene lucasensis
Arene lucasensis är en snäckart som beskrevs av Strong 1933. Arene lucasensis ingår i släktet Arene och familjen turbinsnäckor. Inga underarter finns listade i Catalogue of Life.